# Gelidium amansii
Gelidium amansii — вид червоних водоростей роду Gelidium.

## Будова
Талом рослини може бути червоного, пурпурового та довтувато-червоного кольору досягає висоти 30 см. У клітинах містяться антоціани.

## Поширення та середовище існування
Росте біля берегів Кореї, Китаю, Японії, Філіппін, Малайзії та Сінгапуру на глибині від 3 до 10 метрів.

## Практичне використання
Використовується для виробництва замінника желатину та загущувачувачів — агар-агар. Зараз рослину досліджують як можливе джерело дешевого біо-палива.